# Joseph Aspdin
Joseph Aspdin (desembre de 1778 – 20 de març de 1855) va ser un fabricant de ciment anglès que va obtenir la patent per al ciment Portland el 21 d'octubre de 1824.
Joseph Aspdin (o Aspden) era fill d'un fabricant de maons que vivia al districte de Hunslet de Leeds, Yorkshire.
La seva patent de 21 d'octubre de 1824 (British Patent BP 5022) es titulava Una millora en la producció de pedra artificial, i en ella s'ecunya el terme "Portland cement" per analogia amb la Portland stone, una pedra calcària oolítica extreta de la costa del canal de la Mànega d'Anglaterra a l'Illa de Portland a Dorset.
Molt aviat, el 1825, associat amb William Beverley,iniciaren una planta per produir el ciment Portland a Kirkgate, Wakefield.

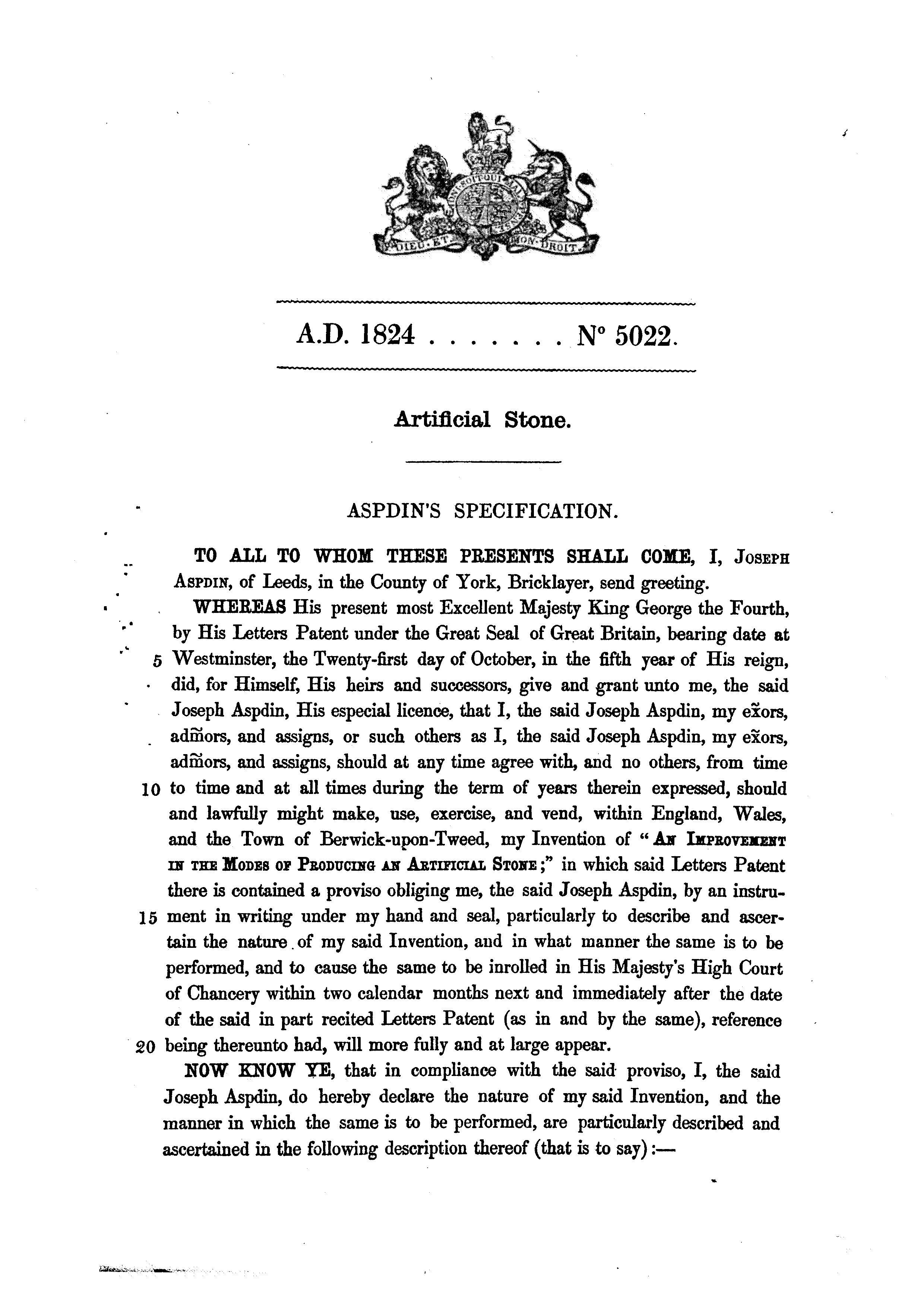
Patent nr. BP 5022, "An Improvement in the Modes of Producing an Artificial Stone", Joseph Aspdin, 21 October 1824, page 1/2

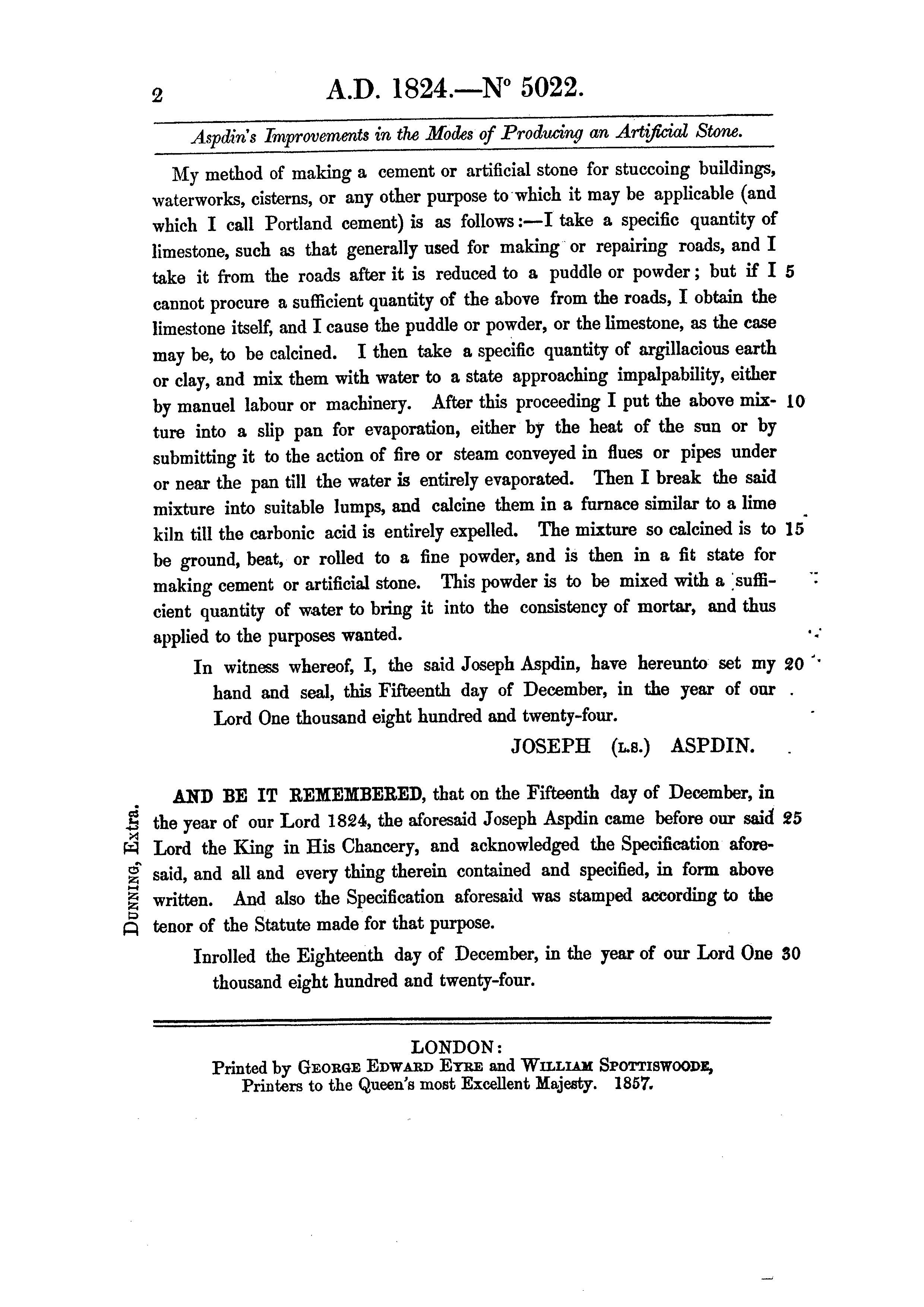
Patent nr. BP 5022, "An Improvement in the Modes of Producing an Artificial Stone", Joseph Aspdin, 21 October 1824, page 2/2

## Implicacions de la patent
La pedra de Portland (Portland stone) era la pedra de construcció més prestigiosa usada a Anglaterra en aquella època. Aquesta patent no descriu el producte reconegut actualment com ciment Portland. Aquest producte pertanyia a la categoria de "ciments artificials" que es van desenvolupar per competir amb l'anomenat Roman cement de James Parker.